# Hungry Heart: Wild Striker
Hungry Heart - Wild Striker (ハングリーハート WILD STRIKER, Hangurī Hāto WILD STRIKER) é um anime e mangá criado por Yoichi Takahashi, o mesmo autor de Captain Tsubasa (Super Campeões), em 2002. O mangá é composto de 6 tankohons publicado na revista Weekly Shōnen Champion. A série animada tem um total de 52 episódios, que foram transmitidos no Japão pela Fuji TV e transmitidos no Brasil pelo Animax.

## História
Hungry Heart conta a história de Kyosuke Kanou, um adolescente de 16 anos, que estuda na escola secundária de Jyoyo Akanegaoka (Outeiro Laranja). Kyosuke também é o irmão caçula do principal jogador do AC Milan, Seisuke Kanou. Kyosuke jogava futebol quando era menor, mas parou por ser comparado demais ao irmão e achar que nunca poderia jogar igual a ele. Porém, contra sua vontade, foi escolhido para ser o treinador da equipe feminina do Outeiro, cuja capitã é Miki Tsujiwaki. Miki e Kyosuke tornam-se grandes amigos ao longo da série. O garoto porém abandona o cargo na equipe feminina e junta-se aos também novatos Sakai e Rodrigo na busca por uma vaga na equipe titular masculina do Outeiro Laranja. Aí começa a trilha de Kyosuke para encontrar seu lugar no mundo do futebol sem a sombra do seu irmão mais velho.
Kyosuke tem um chute impressionante, que é admirado por muitos jogadores, o Chute Laranja. Muitos acreditam que esse chute só pode ser utilizado quando Kyosuke quer muito ajudar o time.

## Personagens

### Outeiro Laranja
- Kyosuke Kano (atacante) - atacante do Outeiro Laranja. Artilheiro nato. Personagem principal da série.
- Rodrigo del Canto (meio-campo) - estudante de intercâmbio do Brasil. Joga no Outeiro Laranja.
- Koji Sakai Jefferson (goleiro) - goleiro do Outeiro Laranja. Tem experiência na Europa (possui ascendência sueca) e tem fama com as garotas na infancia a melhor amiga dele foi uma babá já que viveu a infancia sem amigos e era muito solitario
- Gozo Kamata (zagueiro) - também chamado de Sargento Queixudo. Joga no Outeiro Laranja. A três anos atrás ele e Seiko tiveram uma grande decepção no Kokuryo sendo dispensados e trocados pelo atacante Kamiyama.
- Toshiya Sako (meio-campo) - capitão do Outeiro. Chamado de Seiko na dublagem em português.
- Hiroshi Ishikawa (meio-campo) - jogador estressado do Outeiro.Quando seiko vai fazer a faculdade vira vice-capitão
- Masashi Esaka (meio-campo) - chamado de Kazaka (Osaka, no original) por Kyosuke. Tem aparência engraçada por ser careca. Quando Seiko e Sargento Queixudo vão para a faculdade vira o capitão.
- Yuya Kiba (atacante) - chamado de 'cabeça de ninho' por Kyosuke. Eles eram rivais pela posição de atacante no time. Quando conhece Miki se esforça mais para conseguir o seu coração. Personagem original do anime, não existe no mangá.
- Masahiko Shinkawa (meio-campo) - jogador mais rápido do time e um bom driblador. Amigo íntimo de Kiba e de Muroi.
- Kazuya Muroi (zagueiro) - substitui Kamata como zagueiro.Amigo íntimo de Kiba e Shinkawa.
- Kazuo Murakami - treinador da equipe masculina do Outeiro Laranja. Já foi da seleção Nacional.
- Kazuhito Mori (Kazuto Mori, no original) - assistente técnico do Outeiro.
- Fukuko Omori - cozinheira da equipe.
- Kaori Domoto - nutricionista do Outeiro. Tem uma 'amizade especial' com Seisuke.
- Miki Tsujiwaki - melhor amiga de Kyosuke. Capitã da equipe feminina do Outeiro.

### Outros
- Seisuke Kano (meio-campo) - irmão de Kyosuke. Melhor jogador do Milan da Itália.
- Akira Furuki (meio-campo) - capitão da equipe do Ryosei.
- Makoto Iguchi (goleiro) - joga no Kokuryou e no time júnior da Seleção Japonesa.
- Yujiro Kamiyama (atacante) - artilheiro do Kokuryou e atacante da Seleção Júnior tem o apelido de Escovinha dado por Kyosuke. É ligeiro tem um chute forte mas é bastante fominha na hora de tocar para os outros companheiros
- Kaoru e Minoru Fujimori (meio-campo) - dupla dinâmica do Kokuryou e da Seleção Japonesa de Juniores os irmãos tiveram uma impossivel missão substituir Kamiyama e Iguchi que foram jogar na europa.
- Yuki Kagami (meio-campo) - conhecido como sucessor de Seisuke Kano, capitão do Tenryu e maior adversário de Kyosuke pelo título de melhor jogador nos campeonatos escolares do Japão.
- Mari Moritaka - Treinadora do time feminino do Outeiro.
- Masashi Nakayama (atacante) - Atacante da seleção japonesa, amigo do treinador Murakami.

## Times
- Jyoyo Akanegaoka (Outeiro Laranja) - o time principal da história.
- Ryosei - participa do torneio regional.
- Yamanomori - Participam do Torneio Regional, tem ótimas jogadas em conjunto.
- Kokuryou - campeões regionais e rivais do Tenryu.
- Tenryu - campeões nacionais e escola onde Seisuke Kanou começou sua carreira.
- Tenjin - time do campeonato regional, venceu o Outeiro na partida pela classificação para o Campeonato Internacional, e foi o time que contudiu Kyosuke.

## Semelhanças e diferenças com Captain Tsubasa
Yoichi Takahashi usou a mesma fórmula de Captain Tsubasa, mas de forma menos exagerada. Incluiu um jogador brasileiro (Rodrigo) e um jogador no estilo europeu Sakai, que cresceu na Europa, além das semelhanças com Genzo Wakabayashi ele tem semelhanças com o personagem Taro Misaki pois ambos os personagens mudam de cidade em cidade por causa do trabalho do pais e o futebol era a única forma de ambos fazerem amigos; Genzo Wakabayashi havia sido convidado para treinar na Alemanha). Assim como os irmãos Tachibana em Captain Tsubasa, em Hungry Heart tem os irmãos Fujimori. Os jogadores não dão nomes aos seus chutes como o "Over Head Kick (Chute de Bicicleta)" de Tsubasa Ozora, o "Twin Shot (Chute Acrobático)" dos Irmãos Tachibana ou o "Tiger Shot (Chute do Tigre ou Chute Canhão)" de Kojiro Hyuga. Ao contrário do Nankatsu que sempre ganhava os campeonatos, o Outeiro Laranja não venceu nenhum campeonato nacional. Além disso, notam-se semelhanças físicas entre personagens das duas séries.